# Croniades
Croniades este un gen de fluturi din familia Hesperiidae. Fiind monotipic, conține o singură specie, Croniades pieria (Hewitson, 1857), care este întâlnită în Bolivia, Brazilia și Guyana.